# ファトワー
ファトワー（アラビア語: فتوى fatwā, 複数形 فتاوى fatāwā）は、イスラム教（イスラーム）においてイスラム法学に基づいて発令される勧告、布告、見解、裁断のこと。

## 概要
ファトワーは、これを発令する権利があると認められたムフティーと呼ばれるウラマー（イスラム法学者）が、ムスリムの公的あるいは家庭的な法的問題の質問・要請に対して、口頭あるいは書面による返答として発せられる。これ自体には法的拘束力はないが、著名なムフティーによるファトワーはファトワー集に編纂され、各イスラム法学派の個別事例に対する見解を示すものとして重視された。また、シャリーア（イスラム法）にのっとって裁判を行うカーディーは、法学書の意見とともに権威あるファトワーに従って判決を下す義務があるとみられており、裁判の過程において裁判官が判決の参考とするためにこれを要請したり、原告や被告が自身の主張を法的に裏付けるために勧告してもらうこともあった。また、発せられたファトワーを取り消すことができるのは、それを発したムフティー自身のみである。
高位のムフティーが発するファトワーは、ジハードの呼びかけや君主の改廃など政治的な目的に使われることも多かった。例えばオスマン帝国では、首都イスタンブールのムフティーであるシェイヒュルイスラームが、スルタンの即位と廃位、宣戦と講和、西欧化政策の導入についてもファトワーを出した。現在でもイランでは政治に影響力を持つと言われる。また、エジプトの首都カイロにあるスンナ派イスラムの最高学府アズハルのウラマーたちが発したファトワーは、同派の中では高い権威をもつ勧告として尊重されている。
ファトワーが法的拘束力を持つ国ではこれを発する権限を持つ行政機関が存在しており、それ以外の者がファトワーを発することを禁じている。アラブ首長国連邦ではイスラム宗教局（Department of Awqaf and Islamic Affairs）が発行した物をファトワー調査・執行局（Research and Fatwa Administration）が承認することで法的拘束力を持つ。
サウジアラビアではファトワーは一般法律に優先する場合があり、超法的手段を必要とする事態に対応するためにファトワーが発行されることがある。例として1979年に発生したアル＝ハラム・モスク占拠事件では、モスクの中で銃撃戦を行う許可を得るためにファトワー発令の要請が行われた。

## 問題
基本的にムフティーであれば誰でもファトワーを発行することが出来るため、ムフティーが偏見や私見に基づいてファトワーを濫発する事例が頻繁に起きている。また、ムフティーは周囲のムスリムが認めれば誰でも自称できるため、カルト的集団の指導者がムフティーを名乗りファトワーを発する事例も多く、アルカーイダのウサーマ・ビン・ラーディンもテロや殺人を奨励する主張をファトワーとして発令していた（1996年と1998年の2回にわたり、アメリカがイスラエルを支持するのをやめ中東から軍を引かない限り、ムスリムはアメリカとその同盟国の軍人や市民を殺すべきだとのファトワーを発した）。
また、ファトワーが濫発される事例として多いのが、イスラム教からの棄教者に対する死刑がある。死刑を濫発することはファトワーの権威を失墜させると見なされ、問題になっている。
ファトワーの効力は全てのムスリムに及ぶわけではなく、一つの国や特定の宗派の集団など通常は限られた範囲内でしか効力を持たない。しかし、ポケモン禁止のファトワーのように、一国で発されたファトワーが連鎖的に他の国のムフティーにも影響を与え、同じ内容のものが各地で発された事例もある。
場合によってはムフティー同士で双方の出したファトワーの非難合戦になることもあり、相手の出したファトワーを否定するファトワーを乱発し合う醜い争いになった結果、それに辟易した一般のムスリムが両方のムフティーの言う事を無視してしまうようになり、イスラム教の権威を失墜させる悪しき例とされることがある。
サウジアラビアであるムフティーが発した「ミッキーマウス抹殺」のファトワー（後述）は他のムフティーからも冷笑され、一般人どころか他のウラマーからも支持されなかった。
このような安易な死刑、抹殺、禁止のファトワーは欧米メディアで嘲笑を伴って取り上げられ、また人権侵害として問題になることもあり、イスラム教への偏見を助長することにもなっている。

## 著名なファトワー

### 非常事態への対処を行うためのファトワー
- 2005年のパリ郊外暴動事件において、フランス国内のイスラム団体、仏イスラム教団連盟（UOIF）が暴力をいさめるファトワーを発令した。
- スマトラ島沖地震の被害を受けたインドネシアのイスラム教における最高権威「インドネシア・ウラマー評議会」が、外国からの援助食料を食べる事を許可するファトワーを発令した。当時、援助食料はあってもイスラム教に則った処理が行なわれていない、あるいは豚肉などが含まれている可能性もある事から、ムスリムの中には援助食料に手を付けられない者もいるという状況であった。

### 科学や技術の発展に伴うファトワー
- 2007年、マレーシア人の宇宙飛行士、シェイク・ムザファ・シュコアの任務に際し、マレーシアのファトワー評議会は、ムスリムの宇宙滞在中の過ごし方について18ページに及ぶファトワーを発令した。宇宙空間ではキブラ（礼拝の方角）やラマダーンに伴う断食時間の決定が困難であることなどによる。
- オーストラリアのムフティー、シェイク・タージ・アルディン・アル・ヒアリは、頭髪および体の線が出ないように設計された女性ムスリム用水着「ブルキニ」がハラール（合法）であるとのファトワーを発した。

### 表現に関わるファトワー
- 1989年2月14日、イランの最高指導者アーヤトッラー・ホメイニーが『悪魔の詩』の著者のサルマン・ラシュディ、及び発行に関わった者などへの死刑を宣告するファトワーを発令した。その後、邦訳者五十嵐一を殺害した悪魔の詩訳者殺人事件をはじめ、各国で多くの殺傷事件が発生した。これによって国際社会から表現の自由の侵害だと大きな非難を招いたものの、ホメイニーがファトワーを取り消すことなく死去したため、事実上撤回することができなくなった。このため、後年イラン政府は「ファトワーを取り消す事はできないが、死刑の奨励は行わない」旨の声明を出した。(後にサルマン・ラシュディ刺傷事件が発生している)
- エジプトにてムハンマド・ベショーイ・ヘガーズィーが、イスラム教からキリスト教への改宗を機にIDカードの宗教欄も変更するよう訴訟を起こした際、エジプト国内のムフティー達は、ヘガーズィーへの死刑を宣告するファトワーを相次いで出した。
- 2001年にドバイでポケットモンスターが禁忌とされるファトワーが出された。

- 2008年8月27日にサウジアラビアのムフティーであるムハンマド・アル＝ムナッジド（الشيخ محمد صالح المنجد）がアル・マジドテレビに出演し、「ネズミはシャリーアの国では殺されねばならない存在であるため、ミッキーマウスなども禁止されねばならない」とのファトワーを読み上げた。このファトワーは外国のマスメディアでも取り上げられた。